# 米村矢一
米村 矢一（よねむら やいち、1969年9月1日 - ）九州で活動している俳優・殺陣師・曲芸師・パフォーマー。本名は米里 隆弘（よねざと たかひろ）。佐賀県西松浦郡出身。九州忍者保存協会・博多支部「博多忍塾」所属。

## 概要
1990年、佐賀県嬉野市の忍者村テーマパーク肥前夢街道に入社、7年間演技や芝居・殺陣の経験を積み、その間新国劇の流れを汲む「劇団若獅子」に指導を仰ぐ。その後1997年に博多忍塾として独立、拠点を福岡へ移し殺陣師として活動。その他「お笑い江戸曲芸・米ちゃん」「ピエロパフォーマンス・サンド」や、他団体やテレビ・映画の客演をこなす。

## 経歴など
- 殺陣師として
  - 1997年、肥前夢街道が東映（宍戸大全アクションチーム）契約終了後、忍者ショーを再構築し総合プロデュースを手がける。
  - 1998年、劇団若獅子公演、朝丘雪路特別公演「国定忠治」参加。
  - 2002年、ホテルニューオータニ博多 「大江戸横丁芝居」作、総合演出。
  - 2007年、大分県別府市の杉乃井ホテルにて、「風来忍法帖」1か月公演の殺陣演出・出演。
  - 2009年、映画『BALLAD 名もなき恋のうた』参加。
  - 2010年、蔵ハウスコマーシャル出演。
  - 2011年、肥前夢街道が本部となる九州忍者保存協会の博多支部として博多忍塾が加盟[1]。
  - 2012年、福岡市の総合芸能事務所エレガントプロモーション所属のローカルアイドル「湯けむり忍者隊 葉隠一族」の殺陣専属講師となり指導を行う[2]。
  - 2018年、戦略型忍者カードバトルアプリ『突破Xinobi Championship』（アスペクト (ゲーム会社)）にて米村矢一をモデルとした「からくり矢一」というキャラが登場した。
- 曲芸師・米ちゃん
  - 2002年、林家きくお新春落語＆大江戸曲芸ディナーショー出演
  - 2006年、北九州小倉ChaChaTOWN“大道芸フェスティバル”優勝
  - 2012年、九州大道芸まつりin宗像 出演
  - 2017年、You May Dream（NHK福岡） 出演
  - 2017年、君の膵臓をたべたい（東宝）ピエロ「sando」出演
  - 2019年、三遊亭円楽（新春落語） 出演
  - 2019年、バリすご8（テレビ西日本）新春かくし芸大会講師役 出演
  - 2019年、林家正蔵（壱岐の島笑いの1日） 出演
  - 2019年、となりのマサラ（NHK福岡） 出演

## 出演番組
- ジャパネットたかた（コマーシャル出演）
- ナンデモ特命係発見らくちゃく!（福岡放送）
- ドォーモDuòmo（九州朝日放送）
- 前川清の笑顔まんてんタビ好キ（九州朝日放送）
- めんたいワイド（福岡放送）
- スーパーJチャンネル（九州朝日放送）